# Johann Christoph Hartmann
Johann Christoph Hartmann (auch Johan Christof Hartman; * um 1585; † nach 1625) war ein deutscher Jurist in Frankfurt (Oder) und Landsyndikus der Uckermark.

## Leben und Wirken
Der Vater Friedrich Hartman(n) war Buchdrucker in Frankfurt (Oder), ebenso der Großvater Hans Hartman. Die Mutter Hedwig starb bereits 1593. Johann Christoph Hartmann studierte an der Universität in Frankfurt. Seit 1606 wurde sein Name in Druckschriften dort genannt. 1622 wurde seine Dissertation veröffentlicht. Hartmann war auch Ratsmitglied (Rathmann) in Frankfurt. Von 1624 ist letzte Erwähnung in der Stadt, 1625 war er bereits Landsyndikus der Uckermark in Prenzlau.
Von Johann Christoph Hartmann sind über 20 Schriften zwischen 1606 und 1624 in Frankfurt (Oder) bekannt, in denen er als Verfasser oder Mitbeteiligter erwähnt wurde. Martin Friedrich Seidel veröffentlichte in seiner Bildersammlung 1698 auch ein Porträt von ihm. 